# Швед Микола Іванович
Микола Іванович Швед (нар. 30 листопада 1950, с. Капустяни Новоушицького району, нині Хмельницької області) — український вчений у галузі медицини, доктор медичних наук (1991), професор (1991), завідувач кафедри невідкладної та екстреної медичної допомоги Тернопільського національного медичного університету імені І. Я. Горбачевського. Заслужений діяч науки і техніки України (1996).

## Життєпис
Із золотою медаллю закінчив Глібівську середню школу (1967).
У 1973 році закінчив Тернопільський медичний інститут.
Працював у Кременецькій районній лікарні (1973—1974), старшим лікарем військової частини (1974—1976), районним кардіоревматологом, завідувачем кардіологічного відділення Дубнівської ЦРЛ (1976—1982, Рівненська область).
Від 1982 — у Тернопільському медичному інституті: асистент, доцент кафедри кардіології, декан медичного факультету (1999—2001); завідувач кафедри внутрішньої медицини (1989—2011), завідувач кафедри невідкладної та екстреної медичної допомоги (від 2012 і донині).
Організатор і перший завідувач кафедри невідкладної та екстреної медичної допомоги на базі Тернопільської університетської лікарні (від 2012). Засновник новітньої терапевтичної школи.
Член спеціалізованих вчених рад з кардіології та внутрішніх хвороб при Івано-Франківському національному медичному університеті і Львівському національному медичному університеті імені Данила Галицького, президії наукових товариств терапевтів, кардіологів, ревматологів; член редколегії 5-и всеукраїнських спеціалізованих медичних журналів.
Під керівництвом Миколи Шведа захищено 3 докторські та 25 кандидатських дисертацій.

## Доробок
Автор понад700 наукових публікацій; 14 монографій, у тому числі «Кардіогенний шок», «Вибрані питання з ревматології», «Клінічна інтерпретація електрокардіограми», 6 посібників, 2 підручників.
Має 6 патентів на винаходи.

## Нагороди
- Грамота Тернопільської обласної державної адміністрації (2017)[7].
- Премія і медаль імені М. Стражеска (2000)[2],
- Почесна грамота Кабінету Міністрів України (2000, 2009)[2],
- «Сто кращих лікарів України» (2010)[2].